# Caution solidaire
La caution solidaire  est une sûreté personnelle permettant d'apporter la garantie de l'exécution d'un contrat par une tierce-personne (la caution) si le signataire ne le fait pas, sans même passer par une procédure judiciaire.
La caution solidaire se distingue de la caution simple sur ce dernier point, où la caution s'exécute si et seulement si le signataire ne le peut pas et qu'une procédure ait été engagée. Juridiquement, l'on dit que la caution solidaire renonce au bénéfice de discussion, ce qui signifie que le créancier peut lui demander de payer avant même d'avoir engagé des poursuites contre le débiteur principal.
La caution solidaire renonce également au bénéfice de division, ce qui signifie que s'il existe plusieurs cautions (ou cofidéjusseurs), le créancier peut agir contre une seule caution pour la totalité de la dette et qu'il n'est pas obligé de poursuivre toutes les cautions chacune pour sa part.
La caution solidaire peut être acceptée en garantie d’un crédit par certains prêteurs.

## Précaution
Il ne s’agit pas d’un engagement moral, mais d’un acte qui peut être lourd de conséquences pour la situation personnelle de la caution. La loi a prévu que l’acte de cautionnement respecte un formalisme. Il doit être écrit, contenir un certain nombre de mentions obligatoires écrites de la main de la caution, et sa nature doit être clairement précisée (caution simple ou caution solidaire). 
Le formalisme est exigé uniquement à titre de preuve en principe, ce qui signifie que le cautionnement peut rester valable même sans les mentions manuscrites. Par exception, lorsque le cautionnement est donné par une personne physique à l'égard d'un créancier professionnel, le non respect de la mention manuscrite est exigé à peine de nullité, ce qui signifie que le créancier ne pourra pas s'en prévaloir contre la caution.
En outre, si la caution est une personne physique et que le créancier est un professionnel, un établissement de crédit, comme une banque, ne pourra pas se prévaloir d’un engagement qui était manifestement disproportionné par rapport aux revenus ou au patrimoine de la caution au moment de la signature de l’acte. Si la caution est une personne morale ou si le créancier est un particulier, alors le caractère disproportionné de l'engagement donne lieu à une responsabilité et pas à une libération totale de la caution.
C'est pourquoi il est recommandé d'être très prudent dans les déclarations de revenus et de patrimoine que la caution fait à la banque